# Veine anastomotique supérieure
La veine anastomotique supérieure (ou veine de Trolard ou veine anastomotique antérieure de Trolard) est une veine du cerveau qui descend en avant du sillon central, puis le long du sillon latéral.
Elle relie le sinus longitudinal supérieur au sinus caverneux.
Elle s'anastomose avec la veine cérébrale moyenne superficielle et le sinus sagittal supérieur.

## Historique
La veine porte le nom de l'anatomiste du XVIIIe siècle Jean Baptiste Paulin Trolard.